# Joseph Pease (1. baron Gainford)
Joseph Albert Pease, 1. baron Gainford, Jack Pease (ur. 17 stycznia 1860 w Darlington, zm. 15 lutego 1943) – brytyjski przedsiębiorca i polityk, członek Partii Liberalnej, minister w rządach Herberta Henry’ego Asquitha.

## Życiorys
Był drugim synem sir Josepha Pease’a, 1. baroneta, i Mary Fox, córki Alfreda Foksa. Wykształcenie odebrał w Tottenham School oraz w Trinity College na Uniwersytecie Cambridge . W 1886 r. poślubił Ethel Havelock-Allan, córkę sir Henry’ego Havelocka-Allana, 1. baroneta. Joseph i Ethel mieli razem syna Josepha i dwie córki, Miriam i Faith.
Pease został burmistrzem Darlington w 1889 r. W 1892 r. został wybrany do Izby Gmin jako reprezentant okręgu Tyneside. Miejsce w parlamencie utracił po przegranych wyborach w 1900 r. Rok później wygrał wybory uzupełniające w okręgu Saffron Walden. Od 1910 r. reprezentował okręg wyborczy Rotherham.
Był prywatnym sekretarzem Głównego Sekretarza Irlandii Johna Morleya w latach 1893–1895. W latach 1897–1905 był młodszym whipem opozycji. Po powrocie Partii Liberalnej do władzy w 1905 r. został młodszym lordem skarbu. W latach 1908–1910 był parlamentarnym sekretarzem skarbu. W 1910 r. został członkiem gabinetu jako Kanclerz Księstwa Lancaster. W latach 1911–1915 był przewodniczącym Rady Edukacji. Od stycznia do grudnia 1916 r. był poczmistrzem generalnym.
Od 1908 r. był członkiem Tajnej Rady. W 1917 r. otrzymał tytuł 1. barona Gainford i zasiadł w Izbie Lordów. Był przewodniczącym Komisji Roszczeń we Francji w 1915 r. oraz w latach 1917–1920, a także we Włoszech w latach 1918–1919. W latach 1922–1926 był pierwszym prezesem BBC, a w latach 1926–1932 jej wiceprezesem. W latach 1927–1918 był prezesem Federacji Brytyjskiego Przemysłu.
Lord Gainford był ponadto wiceprezesem Durham Coal Owners Association, wiceprzewodniczącym Durham District Board, dyrektorem Pease and Partners Ltd, przewodniczącym Durham Coke Owners, dyrektorem County of London Electric Supply Company Ltd, przewodniczącym South London Electric Supply Company, przewodniczącym Tees Fishery Boeard oraz przewodniczącym Trustees of the Bowes Museum.
Zmarł w 1943 r. Tytuł parowski odziedziczył jego jedyny syn.